# Pozednice

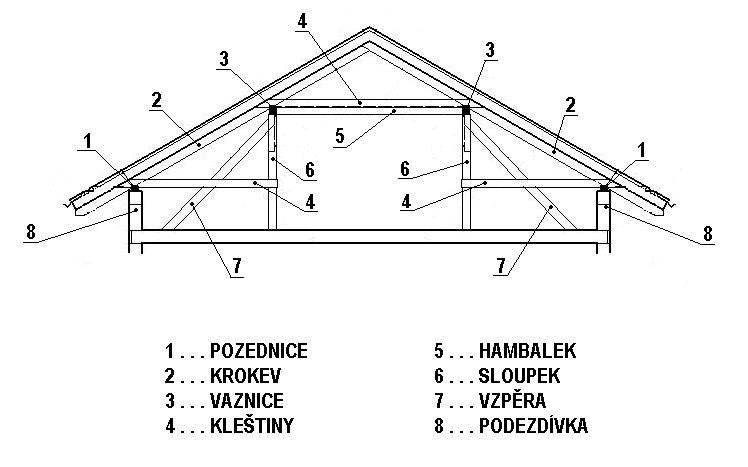
Schéma stojaté stolice

Pozednice je ve stavitelství a tesařství vodorovný trám, probíhající podélně krovem (nosnou konstrukcí střechy).
Pozednice je pevně spojena s nosnou zdí budovy, která, přesahuje-li strop přízemí, nazývá se nadezdívka. Pozednice podpírá krokve. V moderních krokvových krovech na pozednicích spočívá celá váha krokví, tedy příčných vazeb.
Pozednice je v podstatě druh vaznice. Protože je uložena na nosné zdi budovy, ukládá se zpravidla naplocho. Oproti tomu vaznice mezilehlé (též středové) či hřebenové jsou uloženy na výšku kvůli zmenšení průhybu.
Samotná pozednice je namáhána na kroucení podle své podélné osy a na ohyb ve vodorovné rovině, proto se ukládá „na plocho“. Je třeba, aby byla dobře ukotvena. Špatné ukotvení pozednice může způsobit i roztlačení svislých zdí.